# فلونيكا
فلونيكا، (بالإنجليزية: Follonica)‏، هي بلدية في مقاطعة غروسيتو، في منطقة توسكانا الإيطالية، على خليج فلونيكا، على بعد حوالي 40 كيلومترًا (25 ميلًا) شمال غرب المدينة غروسيتو.

## السكان
في سنة 1861 بلغ عدد السكان 881 نسمة، وتطور العدد ليصل في سنة 2011 لـ 21٬479 نسمة.
يظهر هذا المخطط البياني تطور النمو السكاني لـ فلونيكا

## توأمة
لفلونيكا اتفاقيات توأمة مع كل من:
- شارلوروا (1965 - )
- كووبجك
- Hedemora [الإنجليزية]‏

## أعلام
- ميشيلي ماركوني
- كاتيانا رانييري